# Heitor Villa-Lobos

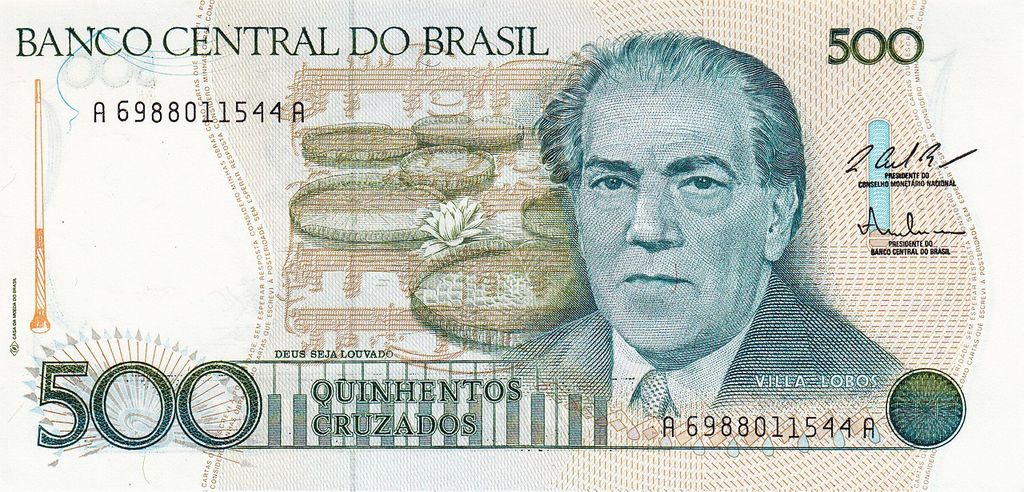
Heitor Villa-Lobos na brazylijskim banknocie

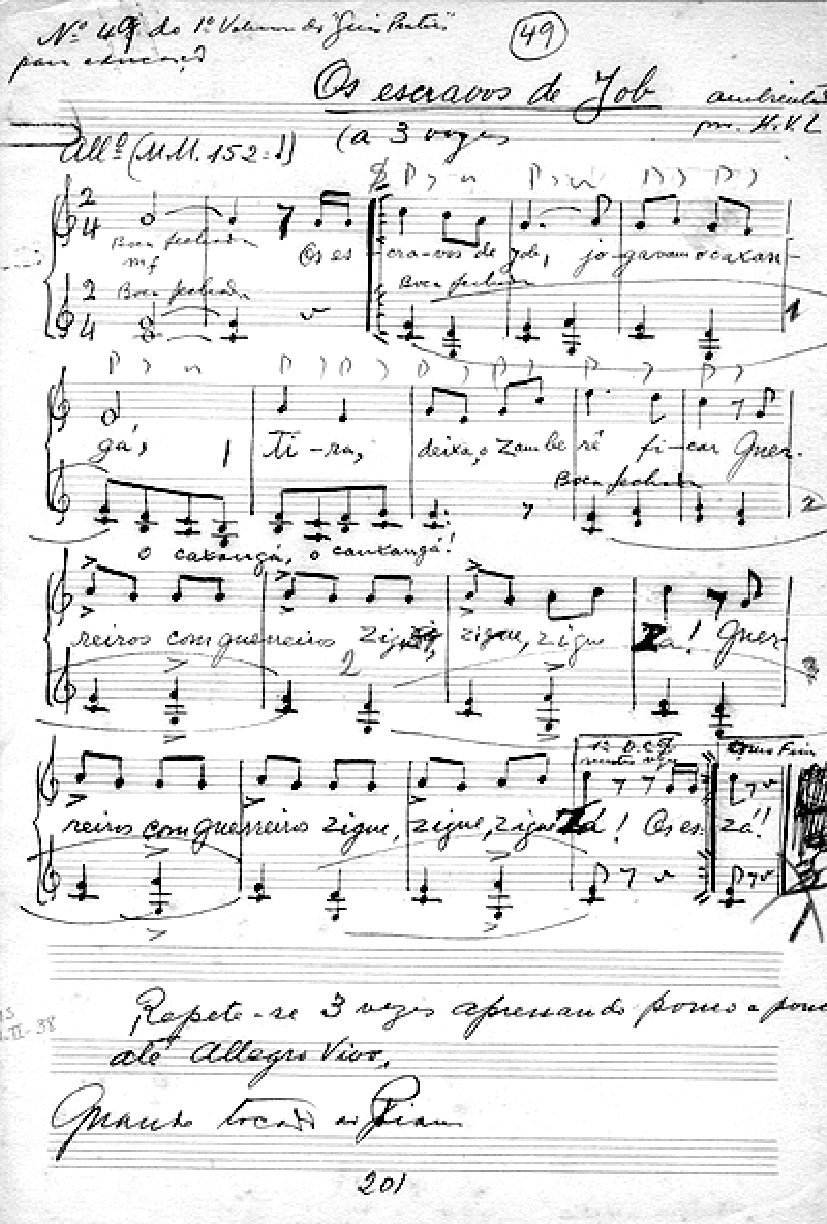
Faksymile oryginalnej partytury Villa-Lobosa utworu Escravos de Job

Hector Villa-Lobos (ur. 5 marca 1887 w Rio de Janeiro, zm. 17 listopada 1959 tamże) – brazylijski kompozytor, pianista samouk i znawca folkloru brazylijskiego.
W szóstym roku życia rozpoczął naukę gry na wiolonczeli pod kierunkiem ojca Raúla (pisarza, amatora-wiolonczelisty), nieco później próbował grać na fortepianie i klarnecie. Wbrew woli matki, w wieku 18 lat został wędrownym muzykiem. Zamieszkał u ciotki Zizinhi (Leopoldina do Amaral). Grywał zarobkowo w zespołach teatralnych, kawiarnianych i hotelowych, gdzie po raz pierwszy zetknął się z muzyką kompozytorów późnego romantyzmu. W latach 1905–1913 uczestniczył w wyprawach naukowych do różnych stanów Brazylii i Amazonii, gdzie studiował folklor muzyczny plemion indiańskich. W 1913 poślubił pianistkę Lucílię Guimarães
W 1922 udaje się do Paryża na stypendium rządowe (1922–1926). Twórczość Lobosa zyskuje tu uznanie i powodzenie. W 1927 odbywają się w Paryżu dwa festiwale jego muzyki, w 1929 – koncert kompozytorski. Zetknięcie z twórczością Milhauda i podróże do Europy w latach dwudziestych umocniły jego upodobania muzyczne.
Po powrocie do Brazylii w 1930 r. Villa-Lobos poświęcił się aż do końca życia nauczaniu i intensywnemu komponowaniu.
W 1931 został naczelnym inspektorem i dyrektorem wychowania muzycznego w szkołach w Rio de Janeiro. W 1936 reprezentował Brazylię na Międzynarodowym Kongresie Szkolnictwa Muzycznego w Pradze. Położył wielkie zasługi w organizację brazylijskiego szkolnictwa muzycznego, zrewolucjonizował tam metodę nauczania muzyki, biorąc za podstawę edukacji własny zbiór opracowań brazylijskich i innych melodii ludowych.
W 1919 r. poznał pianistę Artura Rubinsteina, który został wielkim admiratorem i propagatorem jego muzyki na całym świecie. Villa-Lobos napisał dla niego swój najdłuższy i najbardziej złożony utwór fortepianowy pt. Rudepoêma (1921–1926), będący portretem osobowości wielkiego pianisty. Premiera utworu miała miejsce w Paryżu 1927.

## Twórczość
Villa-Lobos uprawiał niemal wszystkie znane gatunki muzyczne. Jego dorobek liczy ok. 2000 kompozycji. Do grupy bardziej udanych kompozycji należą przede wszystkim utwory fortepianowe: Rudepoêma, Cirandas i As Trés Marias oraz orkiestrowe (m.in. symfonie i poematy symfoniczne). Był wielkim miłośnikiem muzyki J.S. Bacha, któremu złożył hołd cyklem dziewięciu suit Bachianas Brasileiras (1930–1944). Jednym z najbardziej oryginalnych dzieł Villi-Lobosa, nawiązującym do popularnej brazylijskiej muzyki instrumentalnej w typie serenadowym jest cykl czternastu utworów na rozmaite zestawy instrumentalno-wokalne pt. Chôros (1920–1929) ukazujący różne oblicza swojej ojczyzny. W ostatnim okresie twórczości poświęcił się muzyce wirtuozowskiej, pisanej na zamówienia wybitnych wykonawców. Komponował intensywnie aż do końca życia. 
- poematy symfoniczne Uirapurú (1917), Amazonas, Dawn in a Tropical Forest (1954)
- Fantasia concertante na 32 wiolonczele,
- 12 symfonii (1920–1958), w tym X Symfonia na głos tenorowy, bas, chór i orkiestrę (dzieło, które ilustruje w sześciu scenach życie księdza José de Anchieta),
- 2 koncerty wiolonczelowe (1915, 1955)
- Momoprecoce na fortepian i orkiestrę
- Koncert harfowy
- Koncert na harmonijkę ustną i orkiestrę
- Noneto 'Impressão rápida de todo o Brasil’ (1923)
- Koncert na gitarę i orkiestrę (1952) [prawykonany przez gitarzystę A. Segovię w 1956]
- 17 kwartetów smyczkowych (1915–1955)
- Rudepoêma (1921–1926, wer. orkiestrowa 1942)
- Suite Populaire Bresilienne na gitarę solo (1908–1912)
- Dwanaście etiud na gitarę solo (1929)
- Pięć preludiów na gitarę (1940)
- Odkrycie Brazylii (Descobrimento do Brasil), muzyka do filmu: 4 suity na chór i orkiestrę (1937)
- Hommage à Chopin (1949)

Jest autorem szeregu zbiorów pieśni ludowych.
Jego najbardziej znanym utworem jest Aria-Cantilena z suity Bachianas brasileiras nr 5.